# Bnei Brak
Bnei Brak (o Bene Beraq) (in ebraico: בְּנֵי בְרַק) è una città situata a est di Tel Aviv, nella pianura centrale della costa mediterranea di Israele, nella regione metropolitana di Gush Dan, nel distretto di Tel Aviv. Bnei Brak è una città abitata da ebrei haredim.
Bnei Brak ha una superficie di 709 ettari. Secondo i dati dell´Israel Central Bureau of Statistics, alla fine del 2009 la popolazione era di 154.400 abitanti, con un tasso di crescita annuo dell'1,7%. Nel novembre 2012 il portavoce della municipalitá di Bnei Brak ha reso pubblici i dati del Ministero dell'Interno, dicendo che al 27 di settembre del 2012 la popolazione della città era pari a 176.556, il che fa di Bnei Barak la decima città più grande in Israele. Bnei Brak è una delle città più povere e densamente popolate in Israele.